# Karl Drott
Karl Drott (* 18. Februar 1906 in Pfungstadt; † 25. September 1971) war ein hessischer Politiker (SPD) und ehemaliger Abgeordneter des Hessischen Landtags.

## Ausbildung und Beruf
Karl Drott arbeitete nach dem Besuch der Volksschule seit 1928 als Werkzeugdreher. 1928 besuchte er Kurse an der Maschinenbau- und Volkshochschule und wurde 1929 Sachbearbeiter beim Arbeitsamt Darmstadt. 1930 bis 1933 war er Jugend- und Bildungssekretär der SPD im Volksstaat Hessen. Nach der Machtergreifung der Nationalsozialisten wurde er 1933 mehrmals verhaftet. Bis 1935 war er arbeitslos, danach Handelsvertreter und Mitinhaber einer Lederwarenfabrik. 1938 bis 1939 arbeitete er als Materialverwalter und Betriebsrechner. 1940 bis 1945 leistete er Kriegsdienst. Im Juli 1945 gründete er ein Nachrichten- und Übersetzungsbüro in Offenbach. Später arbeitete er als Lokalredakteur der Frankfurter Rundschau. Im September 1946 gründete er den Bollwerk-Verlag Karl Drott, der zahlreiche Schriften der Arbeiterbewegung verlegte.

## Politik
Bis 1933 war Karl Drott Vorsitzender des Verbandes der Sozialistischen Arbeiter-Jugend. 1930 bis 1933 sowie nach dem Zweiten Weltkrieg war er Kreisvorsitzender der SPD im Kreis Offenbach. Für seine Partei war er von 1956 bis 1968 Stadtverordneter in Offenbach.
Vom 26. Februar 1946 bis 14. Juli 1946 war er Mitglied des ernannten Beratenden Landesausschusses und vom 15. Juli 1946 bis 30. November 1946 Mitglied der Verfassungberatenden Landesversammlung Groß-Hessen. In den ersten beiden Wahlperioden war er vom 1. Dezember 1946 bis zum 30. November 1954 Mitglied des Hessischen Landtags.
1954 war Drott Mitglied der 2. Bundesversammlung.